# Lene Marie Fossen
Lene Marie Fossen (* 18. August 1986 in Kolbu, Østre Toten; †  22. Oktober 2019 in Lena, Østre Toten) war eine norwegische Fotokünstlerin.

## Leben und Werk
Im Alter von zehn Jahren begann Lene Marie Fossen die Nahrungsaufnahme zu verweigern, um niemals erwachsen zu werden. Sie litt lebenslang an  Anorexie.
Schon früh, nach eigener Angabe mit 15 Jahren, übte sie sich im Fotografieren. Sie nahm Menschen in Schwarz-Weiß-Nahaufnahmen in den Blick, Kinder und alte Männer und Frauen mit zerfurchten Gesichtern. Insbesondere die Selbstporträts ihres von Krankheit entstellten Körpers wurden bekannt. Ab 2011 stellte sie in Galerien aus. Der norwegische Fotograf Morten Krogvold wurde auf sie aufmerksam und überzeugte sie, am internationalen „Nordic Light Festival of Photography“ 2017 in Kristiansund teilzunehmen. Er stellte mit ihr eine Ausstellung von 50 Selbstporträts zusammen.
Für ein Filmporträt begleiteten die Regisseure Margreth Olin, Katja Høgset und Espen Wallin Fossen auf der griechischen Insel Chios und in Norwegen. Sie dokumentierten Fossens beständigen Kampf zwischen künstlerischem Schaffenstrieb und allgegenwärtiger Lebensgefahr und wie ihr der Durchbruch als Künstlerin und Fotografin in der skandinavischen Kunstszene gelang. Nach einem Autounfall in Griechenland verlor sie ihren Lebenswillen. Sie verstarb 2019, noch vor Veröffentlichung des Films im Alter von 33 Jahren an den Folgen ihrer Erkrankung. Unter dem Titel The Self Portrait hatte er 2020 beim Internationalen Dokumentarfilmfestival München Premiere. Posthum veranstaltete die Shoot Gallery in Oslo die Einzelausstellung The Gatekeeper.
Lene Marie Fossen nehme in ihren Selbstporträts Posen ein, die zugleich anmutig und zeitlos seien, schrieb die Fotografin und Journalistin Ellen Lande in der norwegischen Zeitschrift Ny Tid. Die Farben, der Raum, die Inszenierung erinnerten an Gemälde alter Meister. „Die rohe und außergewöhnliche Kraft ihrer Bilder machte sie zu einer der wenigen internationalen fotografischen Genies von heute.“

## Veröffentlichungen
- The Gatekeeper. Fotografien von Lene Marie Fossen. Hrsg. von Ilgın Deniz Akseloglu und Ellen K. Willas, veröffentlicht in englischer Sprache. Mit zehn Farb- und 62 Schwarz-Weiß-Abbildungen. Kehrer Verlag, Heidelberg 2020, ISBN 978-3-86828-977-0.
- The Self Portrait/Lene Marie oder Das wahre Gesicht der Anorexie, Dokumentarfilm von Margreth Olin, Espen Wallin, Katja Høgset. Norwegen 2019 (72 Min.), Ausstrahlung bei ARTE, 19. August 2020. Die norwegische Originalfassung mit dem Titel Selvportrett hatte am 17. Januar 2020 Premiere.[7]